# Monrose

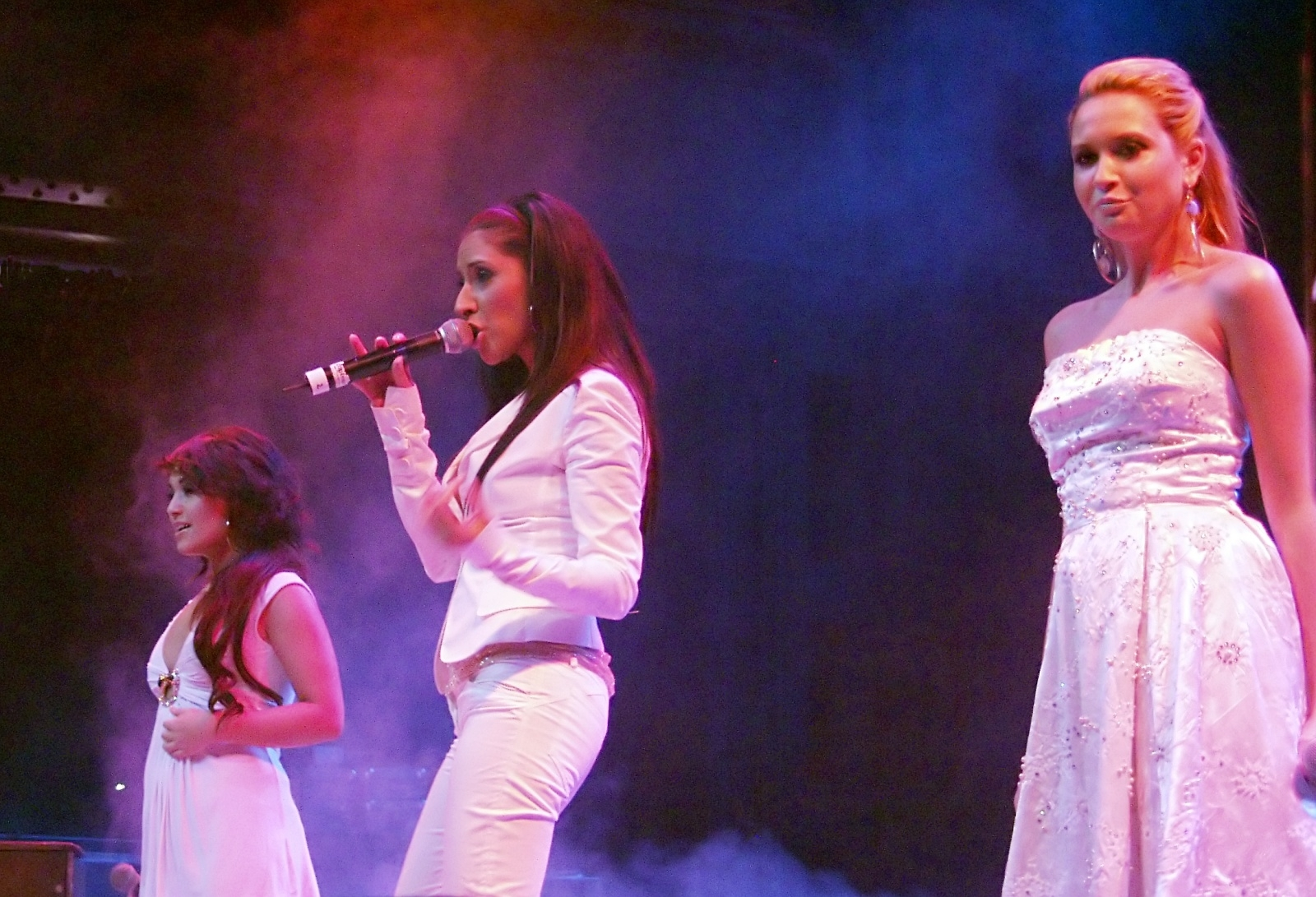
Monrose in 2007: v.l.n.r. Bahar Kızıl, Senna Guemmour en Mandy Capristo

Monrose was een Duitse meidengroep die in 2006 in de televisieserie Popstars (op de Duitse zender Pro7) werd samengesteld. Sinds 2007 brachten ze hun cd's ook in het buitenland uit.

## Leden
Mandy Grace Capristo (* 21 maart 1990 in Mannheim) is Duits-Italiaans en groeide op in Bürstadt, dicht bij Mannheim. Als negenjarige begon zij dans- en zangles te nemen. In 2001 won ze, elf jaar oud,  met haar liedje Ich Wünsche Mir Einen Bankautomat, een coverversie van Daylight In Your Eyes van de No Angels, de zogenaamde "Kiddy Contest", een talentenjacht voor jongeren van de Oostenrijkse radio-omroep.
Senna Guemmour (* 28 december 1979 in Frankfurt am Main). Haar familie is afkomstig uit Marokko. Haar vader stierf toen zij twaalf jaar oud was. Haar broer Zakari bracht Senna haar eerste muzikale ervaringen door zijn engagement als zanger bij Gammour, een lokale groep, waarin ook zij, voor haar deelname bij Popstars, zong. Voornamelijk werkte zij als kelnerin in een bar.
Bahar Kızıl ([kɯzɯːl]} (* 5 oktober 1988 in Freiburg) werd geboren als een dochter van een geïmmigreerde familie uit Antalya (Turkije). Als twaalfjarige begon zij met balletles. Er volgden enkele optredens in haar stad, waar zij in vier verschillende groepen zong.

## Groepsgeschiedenis

### Ontstaan van de groep
De vijfde reeks van Popstars had veel succes en onder de slogan Neue Engel Braucht Das Land zochten de drie juryleden Detlef Soost, Nina Hagen en Dieter Falk een opvolger voor No Angels, de allereerste meidengroep, die in Popstars in 2001 samengesteld werd en beroemd is in Duitsland, onlangs wegens te veel stress en druk in 2003 stopte met muziek en in 2007 weer tezamen kwam voor een comeback.
Van 10 augustus tot 16 november 2006 werd deze reeks op de Duitse televisie getoond en onder 5.189 sollicitanten werd op 23 november 2006 de definitieve samenstelling van de winnaarsgroep uit bovengenoemde zangeressen vastgelegd.

### Het eerste succes
Op 1 december 2006 werd hun eerste single Shame in Duitsland uitgebracht en al voor de eigenlijke binnenkomst in de Duitse hitparades vestigde het lied een record als het enige liedje dat voor de officiële binnenkomst in de hitparades zo veel gedownload werd. Bij de officiële binnenkomst behaalde de single een vierde van de hele verkoop in deze week. Een week later werd ook hun eerste album Temptation op de markt gebracht en behaalde de eerste plaats in zowel de Duitse, Oostenrijkse en in de Zwitserse hitparades.
Uiteindelijk behaalden beide cd's platina in Duitsland, Oostenrijk en Zwitserland. Op 8 maart 2007 werd de tweede en ook laatste single van Temptation uitgebracht. Het lied Even Heaven Cries was ook het nummer, waarmee Monrose bij de preselecties voor het Eurovisiesongfestival 2007 in Helsinki deelnam. De drie meiden behaalden de tweede plaats en moesten Roger Cicero naar Helsinki laten gaan.

### Kritiek en een nieuwe plaat
Na hun verlies bij de preselecties voor het Eurovisiesongfestival kreeg de groep harde kritiek van de pers en de muziekindustrie. Ook hun eerste toer door Duitsland, Oostenrijk en Zwitserland was niet uitverkocht. In deze tijd brachten zij hun singles en het album ook in Oost-Europa uit en behaalden daar aanzienlijk succes.
In de zomer van 2007 werd aangekondigd dat er geen nummers meer van Temptation uitgebracht zullen worden en nam de groep nieuwe liedjes op. Zo verscheen op 29 juni 2007 hun nieuwste single Hot Summer in de drie Duitstalige landen en Oost-Europa. De single had succes, belandde in Duitsland op nummer 1 en werd een gouden plaat.
Dit succes toonde allen dat Monrose toch nog succes hebben. Zij zijn immers de eerste groep sinds No Angels die ook na hun eerste plaat op nummer 1 in Duitsland belandden. Het enorme succes bracht hun ook de mogelijkheid hun singles in andere landen van Europa uit te brengen. Er volgden releases in Finland, Denemarken, Luxemburg, Nederland en België. In Nederland haalde het nummer Hot Summer plaats 68.
Op 14 september 2007 werd een nieuwe single Strictly Physical in Duitsland uitgebracht. Een week later volgde hun tweede album met dezelfde naam.
Op 7 december 2007 werd de derde single What You Don't Know van het tweede album uitgebracht. Het is een klassieke ballade.

### Nieuwe plaat (2008) en op weg naar internationale carrière
In juni 2008 bracht Monrose de single Strike The Match uit. Dit nummer stond ook op het nieuwe album, dat in de herfst van 2008 verscheen en waarvoor OneRepublic-frontman Ryan Tedder enkele nummers schreef. De nieuwe single was flink uptempo, zoals Hot Summer van 2007.
Daarnaast kondigden het management en de plaatmaatschappij Warner van Monrose in 2008 aan dat ze aan een internationale carrière werkten, met uitgaven in Europa.

### 4de album, LadyLike
De groep werkte van eind 2008 tot medio 2010 aan een nieuw studioalbum. Ze reisden hiervoor onder andere naar New York. Op 28 mei verscheen Like a Lady. Op 11 juni verscheen het 4de album LadyLike. You Breathe In was de derde uitgebrachte single van het album LadyLike en ook meteen de laatste.
Op 25 november 2010, twee dagen na het vierjarig bestaan van Monrose, kondigde de groep aan ermee te stoppen.

## Discografie

### Albums
| Jaar | Naam              | Topposities | Topposities | Topposities | Topposities | Topposities | Topposities |
| Jaar | Naam              | NL          | BE          | DE          | AT          | CH          | PL          |
| ---- | ----------------- | ----------- | ----------- | ----------- | ----------- | ----------- | ----------- |
| 2006 | Temptation        | —           | —           | 1           | 1           | 1           | —           |
| 2007 | Strictly Physical | —           | —           | 2           | 7           | 6           | 55          |
| 2008 | I Am              | —           | —           | 9           | 20          | 14          | 65          |
| 2010 | LadyLike          | —           | —           | 10          | 26          | 25          |             |

### Singles
| Jaar | Naam                                    | Topposities | Topposities | Topposities | Topposities | Topposities | Topposities | Topposities | Topposities | Album                        |
| Jaar | Naam                                    | NL          | DE          | AT          | CH          | PL          | FIN         | UK          | EU          | Album                        |
| ---- | --------------------------------------- | ----------- | ----------- | ----------- | ----------- | ----------- | ----------- | ----------- | ----------- | ---------------------------- |
| 2006 | Shame                                   | —           | 1           | 1           | 1           | 10          | —           | —           | 10          | Temptation                   |
| 2007 | Even Heaven Cries                       | —           | 6           | 17          | 19          | 49          | —           | —           | 16          | Temptation                   |
| 2007 | Hot Summer                              | 68          | 1           | 1           | 1           | 58          | 19          | —           | 10          | Strictly Physical            |
| 2007 | Strictly Physical                       | 130         | 6           | 16          | 29          | 7           | —           | —           | 18          | Strictly Physical            |
| 2007 | What You Don't Know                     | —           | 6           | 16          | 34          | —           | —           | —           | 21          | Strictly Physical            |
| 2008 | We Love 1                               | —           | —           | —           | —           | —           | —           | —           | —           | Niet op een album verschenen |
| 2008 | Strike The Match                        | —           | 10          | 16          | 11          | —           | —           | —           | 27          | I Am                         |
| 2008 | Hit´N Run                               | —           | 16          | 29          | 55          | 69          | —           | —           | 55          | I Am                         |
| 2008 | Why Not Us                              | —           | 27          | 52          | —           | 100         | —           | —           | 82          | I Am                         |
| 2009 | Walking Away2 Craig David feat. Monrose | —           | —           | —           | —           | —           | —           | —           | —           | Craig David Greatest Hits    |
| 2010 | Like A Lady                             | —           | 9           | 9           | 13          | —           | —           | 1           | 30          | LadyLike                     |
| 2010 | This is Me                              | —           | 22          | 28          |             | —           | —           | —           |             | LadyLike                     |

1) Nu download

2) Nu download, nu op album van Craig David